# Robert McClure

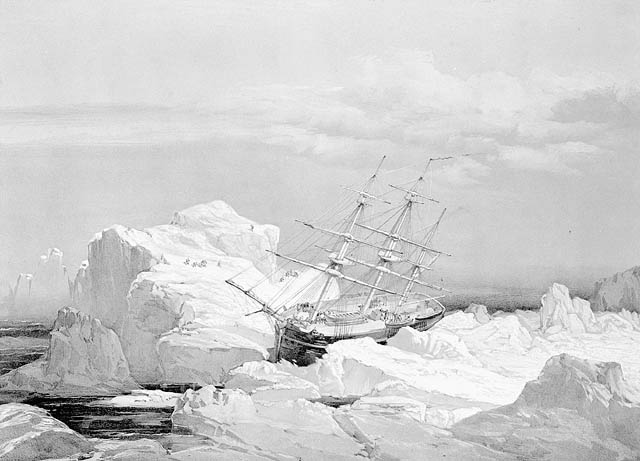
Plachetnice Investigator uvězněná mezi krami (autor Samuel Guerney Creswell)

Sir Robert John Le Mesurier McClure (* 28. ledna 1807 Wexford – 18. října 1873 Portsmouth) byl britský mořeplavec a polárník.
Byl synem Skota narozeného v Londonderry v Irsku a ženy z domácího rodu Elgee, z něhož pocházel také spisovatel Oscar Wilde. Otec Robert McClure byl důstojníkem pěší Skotské divize a zemřel ještě před Robertovým narozením. Chlapce vychoval otcův přítel a guvernér ostrova Alderney, generálmajor John Le Mesurier, který ho nechal zapsat na Eton College. Robert však školu nedokončil a v šestnácti letech vstoupil k námořnictvu. Sloužil v Kanadě a v letech 1836–1837 se zúčastnil polární výpravy George Backa.
Když byl v roce 1848 James Clark Ross vyslán do Severního ledového oceánu pátrat po zmizelém Johnu Franklinovi, vzal s sebou McClurea jako prvního důstojníka lodi HMS Enterprise. Po nezdaru této expedice se McClure vrátil do Arktidy v roce 1850. Jeho loď HMS Investigator proplula Beringovým průlivem a postupovala k východu, až uvízla v ledu u pobřeží Banksova ostrova. V následujících třech letech nikdy neroztálo moře natolik, aby se podařilo plavidlo vyprostit. V dubnu 1852 se McClure vydal na saních pátrat po Franklinovi na Melvillův ostrov a v místě zvaném Winter Harbour zanechal zprávu o své přítomnosti, kterou později našel Francis Leopold McClintock, postupující arktickým souostrovím z opačné strany. Byla tak překonána poslední část dlouho hledaného Severozápadního průjezdu.
McClureova výprava, sužovaná hladem a kurdějemi, se 3. června 1853 rozhodla Investigator opustit a vydala se na saních k východu. V dubnu 1854 byli její přeživší členové v Barrowově průlivu zachráněni výpravou Edwarda Belchera na lodi HMS Resolute, která je vzala na svou základnu na Beecheyho ostrově a odtud do Evropy. Robert McClure tak jako první člověk v historii absolvoval cestu z Pacifiku do Atlantiku podél severoamerického pobřeží, i když se mu nepodařilo ji celou proplout lodí; to dokázal až v roce 1906 Roald Amundsen. (Existují však dohady o tom, že ještě před McClurem mohl prozkoumat chybějící úsek Severozápadního průjezdu John Rae.)
Po návratu do vlasti byl McClure podle britského námořního práva souzen za opuštění lodi, ale vzhledem k okolnostem unikl trestu a naopak obdržel za svůj objev od parlamentu finanční odměnu ve výši deseti tisíc liber. Průliv, který našel jako první, byl na jeho počest pojmenován McClureův průliv. Později McClure sloužil v Číně a zúčastnil se opiových válek, získal titul baroneta a Řád lázně, krátce před smrtí v roce 1873 byl povýšen na viceadmirála. Ve spolupráci se Sherardem Osbornem vydal knihu Discovery of the North-West Passage. Člen jeho posádky Samuel Gurney Cresswell zachytil cestu Severozápadním průjezdem na četných obrazech.
V roce 2010 nalezli kanadští výzkumníci pod vodou v zálivu Mercy Bay vrak opuštěné lodi Investigator.